# The Powerless Rise
The Powerless Rise – piąty album studyjny amerykańskiej grupy metalcore'owej As I Lay Dying z 2010 roku. W ramach promocji do utworu "Parallels" został zrealizowany teledysk który wyreżyserował David Brodsky.
Producentem płyty był Adam Dutkiewicz (Killswitch Engage). Za miksowanie nagrań odpowiedzialni byli Martyn "Ginge" Ford i Colin Richardson.

## Lista utworów
1. "Beyond Our Suffering" - 2:49
2. "Anodyne Sea" - 4:34
3. "Without Conclusion" - 3:15
4. "Parallels" - 4:57
5. "The Plague" - 3:42
6. "Anger and Apathy" - 4:25
7. "Condemned" - 2:49
8. "Upside Down Kingdom" - 4:00
9. "Vacancy" - 4:26
10. "The Only Constant Is Change" - 4:07
11. "The Blinding of False Light" - 5:10[12]

Utwory bonusowe na japońskiej edycji
1. "Paralyzed" - 3:57[13]

## Twórcy
Zespół As I Lay Dying w składzie
- Tim Lambesis – śpiew
- Jordan Mancino – perkusja
- Josh Gilbert – gitara basowa, śpiew
- Nick Hipa – gitara
- Phil Sgrosso – gitara

oraz
- Adam Dutkiewicz, Daniel Castelman - produkcja muzyczna
- Martyn Ford, Colin Richardson - miksowanie
- Jacob Bannon - projekt okładki

## Listy sprzedaży
| Lista               | Kraj       | Pozycja |
| ------------------- | ---------- | ------- |
| Schweizer Hitparade | Szwajcaria | 39      |
| Top 75              | Austria    | 21      |